# Угор (Владимирская область)
Угор — деревня в Собинском районе Владимирской области России, входит в состав Воршинского сельского поселения.

## География
Деревня расположена на берегу реки Колокша в 4 км на юго-восток от центра поселения села Ворша и в 14 км на северо-восток от райцентра города Собинка, железнодорожная платформа 170 км на линии Москва — Владимир.

## История
В конце XIX — начале XX века кроме нынешней деревни существовала деревня Малитеево, располагавшаяся чуть южнее. Обе деревни входили в состав Воршинской волости Владимирского уезда, с 1926 года — в Собинской волости. В 1859 году в деревне Угор числилось 44 дворов, в Малитееве — 56 дворов и 357 жителей, в 1905 году в Угре — 57 дворов, в Малитееве — 58 дворов и 333 жителя, в 1926 году в Угре — 58 хозяйств и начальная школа, в Малитееве  — 60 дворов и 263 жителя.
С 1929 года обе деревни входили в состав Воршинского сельсовета Собинского района. В 1974 году деревня Молитеево была объединена с деревней Угор.

## Население
| 1859 | 1905 | 1926 | 2002 | 2010 | 2021 |
| ---- | ---- | ---- | ---- | ---- | ---- |
| 324  | ↗360 | ↘281 | ↘216 | ↗221 | ↘165 |

## Известные люди
С 1971 по 1974 год в деревне Угор жил и работал знаменитый художник-нонконформист Эдуард Зеленин, которому запретили жить в Москве после участия в квартирной выставке в доме американского журналиста Э. Стивенса.